# Антонио Аранда
Антонио Аранда Мата (на испански: Antonio Aranda Mata) е испански генерал, който се бие на страната на бунтовническата фракция в Гражданската война в Испания.

## Биография
Антонио Аранда Мата е роден в Леганес на 13 ноември 1888 г. По време на войните в Мароко Аранда печели изключителна репутация като инженер и географ. Участва в потушаването на Астурийския бунт през 1934 г. и достига до чин полковник. В началото на Гражданската война в Испания през 1936 г. той командва гарнизона на Овиедо, който се присъединява към преврата срещу Републиката и бързо поема контрола над града за бунтовниците. След това Аранда успешно защитава Овиедо от „миньорските милиции“. За усилията си е награден с кръста на Сан Фернандо и повишен в чин генерал. Аранда участва в още няколко сражения по време на войната, включително битката при Теруел и битката при Ебро. Служи като генерал капитан на военния регион Валенсия.
Веднага след войната Аранда е назначен за ръководител на Кралското географско дружество. През 1941 г. участва в няколко тайни действия в полза на монархията, които водят до недоволство на правителството на Франсиско Франко. Аранда е един от групата пробритански монархически генерали, които тайно получава пари от британското разузнаване МИ6. За кратко е затворен през 1947 г. за два месеца. През 1949 г. Аранда, тогава дивизионен генерал е пенсиониран от служба от Франко. Причините включват либералната идеология, за която се твърди, че е изповядвана от Аранда, неговото продължително лобиране и заговор в полза на установяването на конституционна монархия (начело с Хуан граф Барселонски) или по-скоро анекдотично, предполагаема връзка с масонството.
През 1976 г. след смъртта на Франко, Хуан Карлос I повишава Аранда в ранг генерал-лейтенант.
Умира в Hospital del Generalísimo на 8 февруари 1979 г.